# Enrica Dyrell
Enrica Dyrell (Bonn, 4 luglio 1914 – Roma, 6 dicembre 2006) è stata un'attrice tedesca.

## Biografia
Diplomata all'Accademia di Recitazione di Francoforte sul Meno, dove inizia la sua promettente carriera di attrice di teatro proseguita poi in vari teatri in tutta la Germania. A causa della guerra e di un inizio di tubercolosi si trasferisce in Italia dove partecipa ad alcuni film con il suo vero nome, Henriette Duell.  Scelta per girare I figli di nessuno le consigliano di trovare un nome d'arte, dato che il suo ricorda troppo il conflitto mondiale appena finito. La sua carriera cinematografica si esaurisce in quattro anni e sette film, quattro dei quali firmati dal regista Raffaello Matarazzo. 
Nel 1955, poco tempo dopo la nascita della figlia Beatrice, si ritira dalle scene per seguirne la crescita.

## Filmografia
- Nessuno torna indietro di Alessandro Blasetti (1943)
- I figli di nessuno di Raffaello Matarazzo (1951)
- Wanda, la peccatrice di Duilio Coletti (1952)
- Chi è senza peccato... di Raffaello Matarazzo (1952)
- Menzogna di Ubaldo Maria Del Colle (1952)
- Torna! di Raffaello Matarazzo (1953)
- L'angelo bianco di Raffaello Matarazzo (1955)
- Il vetturale del Moncenisio di Guido Brignone (1954)

## Doppiatrici italiane
- Franca Dominici in Torna!, L'angelo bianco
- Lia Orlandini in I figli di nessuno
- Rina Morelli in Wanda, la peccatrice
- Andreina Pagnani in Chi è senza peccato...
- Clelia Bernacchi in Menzogna